# Cyrtomium pachyphyllum
Cyrtomium pachyphyllum är en träjonväxtart som först beskrevs av Eduard Rosenstock, och fick sitt nu gällande namn av Carl Frederik Albert Christensen. Cyrtomium pachyphyllum ingår i släktet Cyrtomium och familjen Dryopteridaceae. Inga underarter finns listade.